# Bystus limbatus
Bystus limbatus är en skalbaggsart som först beskrevs av Henry Stephen Gorham 1873.  Bystus limbatus ingår i släktet Bystus och familjen svampbaggar. Inga underarter finns listade i Catalogue of Life.